# Мирний (Наурський район)
Мирний (рос. Мирный) — хутір у Наурському районі Чечні Російської Федерації.
Населення становить 101 особу. Входить до складу муніципального утворення Мекенське сільське поселення.

## Історія
Згідно із законом від 14 липня 2008 року органом місцевого самоврядування є Мекенське сільське поселення.

## Населення
| 1990 | 2002 | 2010 |
| ---- | ---- | ---- |
| 97   | ↗119 | ↘101 |